# Dark Souls II
Dark Souls II je RPG videohra na hrdiny vytvořená společností FromSoftware a publikovaná Bandai Namco Entertainment v březnu 2014 pro PlayStation 3 a Xbox 360, a v dubnu 2014 pro Microsoft Windows. Vylepšená verze hry, zvaná Dark Souls II: Scholar of the First Sin, vyšla o rok později v březnu 2015 v Japonsku a v dubnu 2015 celosvětově. Samotná hra je nepřímým pokračováním hry Dark Souls, přičemž dalším dílem v sérii je Dark Souls III.
Přestože Dark Souls i Dark Souls II jsou zasazené do stejného univerza, příběh mezi prvním a druhým dílem není nijak propojen. Hra se odehrává ve fiktivním království Drangleic, přičemž se hráč ujímá role anonymního nemrtvého, který se chce vrátit zpět k životu. Samotná videohra pak obsahuje multiplayer, který nabízí možnost hry hráč versus prostředí (PvE) a hráč versus hráč (PvP). Tak jako dřívější hry v Souls sérii, i tato hra představuje značnou výzvu, ale s výkonnějším grafickým enginem a vylepšeným systémem umělé inteligence.
Po několika menších odkladech byla hra celosvětově vydána v březnu 2014, přičemž verze pro Microsoft Windows vyšla 24. března 2014. Hra obdržela většinou kladné reakce. Vylepšená verze hry, nazvaná Dark Souls II: Scholar of the First Sin, byla vydána na PlayStation 3, PlayStation 4, Xbox 360, Xbox One a Microsoft Windows v dubnu roku 2015. Tato verze obsahuje jak základní hru, tak i všechen stahovatelný obsah, vylepšenou grafiku, zvětšenou kapacitu pro multiplayer a další změny. Roku 2016 pak bylo vydáno pokračování Dark Souls III.

## Gameplay
Dark Souls II si ponechává velmi podobné mechaniky a prvky jako předešlý díl. Hra známá pro svou vysokou obtížnost, bossové i běžní nepřátelé mají potenciál porazit hráče pouze několika údery. Nezodpovědný přístup k soubojům je potrestán častou smrtí hlavní postavy, příležitosti k vyléčení jsou omezené, a s každou smrtí klesá hráčovo maximální zdraví, dokud hráč neobětuje vzácný předmět k jeho obnově. Hra využívá vlastní herní měny ve formě „souls“ („duší“), jež jsou užívány pro levelování postavy a zároveň jako měna v obchodech. Pokud hráč zemře, všechny duše zůstávají u mrtvoly, ale pokud nejsou včas sebrány, navždy zmizí.
Multiplayer v Dark Souls II využívá stejného formátu jako předešlý díl; hráči si volí mezi kooperativní hrou, kdy jsou „přemístěni“ do hry jiného hráče a společně v ní postupují mapou, anebo si zvolí možnost hráč proti hráčovi ve formě napadnutí cizí hry či duelu v aréně. Oboje formy multiplayeru dávají hráče k sobě náhodně, ale vybírá postavy na stejné úrovni pro rovný souboj.

## Příběh
Příběh Dark Souls II tak jako předchozí díl začíná vyhasínajícím Prvním plamenem (First Flame). Tak jako se to stalo už dříve v minulosti, Věk ohně (Age of Fire) se kvůli tomu blíží ke svému konci. V důsledku těchto událostí se světem opět šíří prokletí, které mění lidi v nemrtvé. Takové jedince čeká jen jediná možná budoucnost, a sice proměna v prázdné (Hollows), bezduché zatracence podobné zombie. Tímto prokletím byl zasažen i hlavní hrdina hry (zvaný Nositel prokletí – The Bearer of the Curse), který si je zoufale vědom osudu každého nemrtvého. Tomu chce samozřejmě za každou cenu zabránit, pročež odcestuje do zaniklého království Drangleic, o němž se tvrdí, že zde nalezli způsob, jak zlomit prokletí nemrtvých. Zde se setkává se Smaragdovou heroldyní (Emerald Herald), která mu uloží úkol, aby nalezl krále Vendricka, který může znát způsob zlomení prokletí, a sám se ujmul trůnu. Leč k tomu, aby mohl krále nalézt, potřebuje získat mocné duše čtyř Starých (Old Ones), jelikož má dle slov heraldyně „příliš slabou duši“. Staří jsou prastaré bytosti, jejichž pravá jména byla dávno zapomenuta a které dost možná mají určité spojení s bývalými držiteli Duší Lordů (Souls of Lords).
Jakmile hráč porazí čtyři Staré, kteří jsou: Starý železný král (Old Iron King), Ztracený hříšník (Lost Sinner), Zkažený (The Rotten) a Vévodova drahá Freja (The Dukeʼs Dear Freja), získá jejich duše a cestuje dál do Drangleického hradu (Drangleic Castle) v hlavním městě, kde se setkává s královnou Nashandrou. Ta mu vysvětlí, že král Vendrick selhal ve své povinnosti, dávno opustil své království a zapečetil se v Kryptě nemrtvých (Undead Crypt), na místě, které zde stálo už za úsvitu světa. Zaúkoluje hráče, aby Vendricka nalezl a zabil.
V Kryptě hráč nalézá Velstadta, věrného králova ochránce, jehož musí zabít, a vzápětí i samotného Vendricka. Stal se z něj nemrtvý prázdný, jen bezduchá troska. Hráč jej může zabít či nechat napospas hroznému osudu (zabití krále umožňuje děj DLC trilogie The Lost Crowns). Tak či onak zde nalézá Králův prsten (Kingʼs Ring), který jej dovede do Aldiovy bašty (Aldiaʼs Keep), do pevnosti, v níž přebývá lord Aldia, králův bratr a Učenec Prvního hříchu (Scholar of the First Sin), který se hráčovi už několikrát zjevil a apeluje na něj, aby usedl na trůn. Zde hlavní hrdina od Pradávného draka (Ancient Dragon), který pozoruje svět po celé věky a očekává příchodu hráčovy postavy, dostane Srdce popelavé mlhy (Ashen Mist Heart), artefakt schopný přemístit svého držitele v čase do vzpomínek získaných z mrtvých těl.
Hlavní hrdina následně cestuje do Lesa padlých obrů (Forest of Fallen Giants), kde se díky vzpomínkám dávno mrtvého obra Jeigha přesouvá v čase do doby, kdy se Drangleic stal obětí nájezdu obrů. Zde zabíjí Pána obrů (Giant Lord) a bere Vazbu obrů (Giantʼs Kinship), což je klíč k Trůnu chtíče (Throne of Want), jedinému pravému trůnu Drangleicu zaručujícího moc.
Mimoto v minulosti při bitvě s obry a napříč celou hrou z různých náznaků hráč zjišťuje, že zničení království ve skutečnosti způsobila Nashandra, nikoliv Vendrick. Přišla za králem a přesvědčila ho, aby z ní nejen udělal svou královnu, ale také zahájil pošetilou invazi přes moře do země obrů. Toužila totiž ukrást jejich moc. Ačkoliv se při nájezdu podařilo získat nespecifikovanou kořist, která posílila království Drangleic, po čase se obři rozhodli vrátit úder. Přestože byl Pán obrů při bitvě zabit (jak již víme, hlavním hrdinou hry) a obři zatlačeni zpět, Drangleic se změnil v trosky. Navíc První plamen začal vyhasínat, v důsledku čehož se zbylí obyvatelé začali měnit v nemrtvé. I přes značnou Vendrickovu snahu nebylo prokletí zastaveno a království tak padlo. Tehdy také Vendrick zjistil, co je Nashandra zač a jaké jsou její skutečné úmysly. Jak je odhaleno v DLC trilogii The Lost Crowns, Nashandra je kus Manuse (hlavní boss z DLC Artorias of the Abyss z prvního dílu), jehož zlá duše se v okamžiku smrti roztříštila na několik kousků, které záhy nabyly fyzické podoby. Nashandra se chtěla chopit Trůnu chtíče a sama svrchovaně vládnout své říši. Jakmile tohle všechno Vendrick zjistil, pojistil se, aby na trůn královna nikdy neusedla a uzavřel se do Krypty nemrtvých mimo její dosah.
Hlavní hrdina se poté vrací do přítomnosti do Drangleického hradu, kde se naposledy setkává se Smaragdovou heroldyní, jež požádá hlavního hrdinu, aby zlikvidoval Nashandru, jelikož představuje příliš velkou hrozbu. Též mu navrhne obětovat se Prvnímu plameni a prodloužit tak Věk ohně, čímž by sice zastavil prokletí nemrtvých, ale pouze dočasně; rozhodnutí však nechává na něm.
Hlavní hrdina se tedy vydá k Trůnu chtíče. Poté, co zde porazí Hlídače a Strážce Trůnu (Throne Watcher and Defender), jej čeká hlavní boss Nashandra, u které se projevila její pravá hrozivá podoba, a která chce využít hlavního hrdiny k dosažení trůnu. Po její porážce začíná konečná sekvence. Pokud hráč splnil určité požadavky napříč celou hrou, čeká jej ještě souboj s Aldiem, který si chce ověřit, zda je hlavní hrdina opravdu hoden trůnu. Po souboji je hráčovi uloženo rozhodnutí, které ovlivní samotný konec hry:
1. Ujmutí se trůnu: Jediný možný konec v původní verzi hry. Hlavní hrdina přijme svou část v nekonečném cyklu světa a přijme trůn. Usedne na Trůn chtíče, přičemž se někdy v budoucnu buďto obětuje Prvnímu plameni, aby hořel dál, anebo jej nechá vyhasnout a stane se Temným pánem s vlastními záměry. Jakou budoucnost si hlavní hrdina zvolí, zůstává otázkou.

2. Opuštění trůnu: Hlavní hrdina odmítne usednout na Trůn chtíče s tím, že nehodlá dopadnout jako všichni před ním, a odmítne se stát součástí opakujícího se cyklu světa. Hořce odejde pryč s úmyslem sám rozhodovat o svém osudu a pokud možno najít jiný způsob, jak zastavit prokletí.

## DLC trilogieThe Lost Crowns
Dark Souls II: The Lost Crowns je soubor tří stahovatelných obsahů do základní hry. První datadisk, Crown of the Sunken King byl vydán v červenci roku 2014, a byl následován datadisky Crown of the Old Iron King v srpnu a Crown of the Ivory King v září téhož roku. Datadisky byly stejně jako základní hra vytvořeny společností FromSoftware a publikovány společností Bandai Namco Entertainment. Všechny tři datadisky byly následujícího roku zahrnuty do verze hry Dark Souls II: Scholar of the First Sin.
Crown of the Sunken King je první datadisk ze tří. Byl vydán dne 22. července 2014 a obdržel kladná hodnocení za pokročení v designu jednotlivých úrovní pro Dark Souls II.
Crown of the Old Iron King je druhý datadisk. Byl vydán dne 26. srpna 2014 a opět obdržel kladná hodnocení, tentokrát za unikátní zasazení a neobvyklou vertikální mapu.
Crown of the Ivory King je poslední ze tří datadisků. Měl být vydán dne 24. září 2014, ale byl odložen na 30. září téhož roku. Vydán byl nejprve na PC, o den později na PS3. Datadisk opět dostal pozitivní reakce a je brán jako důstojné zakončení tří datadisků.

#### Příběh
Příběh The Lost Crowns začíná v momentě, když hráč získá artefakt Srdce popelavé mlhy (Ashen Mist Heart) a znovu se vydá do Krypty nemrtvých (Undead Crypt), kde na mrtvolu krále Vendricka artefakt použije, díky čemuž se přesune v čase do doby, kdy byl Vendrick ještě příčetný a při životě. Ten hlavního hrdinu vyšle hledat Ztracené koruny (Lost Crowns) – koruny dávných králů, jejichž moc je s korunami svázána.
V datadisku Crown of the Sunken King cestuje hlavní hrdina skrz Původní bonfire (Primal Bonfire) do Šulvy, zvané Posvátné město (Shulva, Sanctum City). Jedná se o oblast nacházející se v obrovské zelenavé jeskyni, která je plná stupňovitých pyramid a opuštěných chrámů. Kdysi zde Potopený král (Sunken King) se svými uctívači draků nalezl spícího draka Sinha, okolo nějž vybudoval město Šulva. Záhy je však napadli Drakokrevní rytíři (Drakeblood Knights) s úmyslem draka zabít. Sinh, který celý svůj spánek ve svém těle hromadil jed, se probudil a všechna travidla vypustil. Téměř nikdo tehdy nepřežil, Šulva zanikla. A právě v ruinách tohoto města musí hráč svést souboj se třemi bossy: Elanou, Špinavou královnou (Elana, Squalid Qeeen) – kus zlé Manusovy duše tak jako Nashandra v základní hře; Sinhem, Spícím drakem (Sinh, the Slumbering Dragon); a volitelný souboj s trojicí bossů – Postižený vykradač hrobů, Pradávný voják Varg a Starý průzkumník Cerah (Afflicted Graverobber, Ancient Soldier Varg and Cerah the Old Explorer). Jakmile hráč získá Korunu Potopeného krále (Crown of the Sunken King) z mrtvoly Sinha, pokračuje za další korunou.
V datadisku Crown of the Old Iron King pokračuje hlavní hrdina v cestě za Ztracenými korunami. Tentokrát se skrz Původní bonfire dostává k Mlžné věži (Brume Tower). Jedná se o obrovskou věž pokrytou popelem, která se tyčí na vrcholu hory nad žhnoucí sopečnou pustinou. Hráč zde opět musí porazit tři bosse: volitelné boje zahrnují Taveného démona (Smelter Demon) a Sira Alonna (Sir Alonne), zatímco příběhově povinný boj je s Dýmovým rytířem (Fume Knight). Právě z něj hráč získá Korunu Starého železného krále (Crown of the Old Iron King), načež jej čeká už jen poslední koruna.
V datadisku Crown of the Ivory King se hlavní hrdina vydává za poslední Ztracenou korunou. Skrz Svatyni zimy (Shrine of Winter) se dostává do zmrzlého Eleum Loyce (Frozen Eleum Loyce), do opuštěného města pohlceného třeskutou zimou. Zde hráče čekají poslední tři souboje s bossy: Aava, Králův mazlíček (Aava, the Kingʼs Pet); Spálený Slonovinový král (Burnt Ivory King); a volitelný souboj s dvojicí Ludem a Zallenem, Královými mazlíčky (Lud, the Kingʼs Pet and Zallen, the Kingʼs Pet). Po uzmutí Koruny Slonovinového krále (Crown of the Ivory King) z těla jejího pána je honba za korunami u konce.
Hlavní hrdina se naposledy vydává za Vendrickem. Pokud již nalezl Vendrickovu Královu korunu (Kingʼs Crown) ve Svatyni Amany (Shrine of Amana), spustí se konečný dialog. Vendrick hráčově postavě požehná, díky čemuž hlavní hrdina sice nadále zůstává nemrtvým, ovšem již nepodléhá efektu prázdnění (Hollowing), pokud nosí jednu ze čtyř korun. Zároveň mu král naznačí, aby kráčel po vlastní cestě, nikoliv vstříc světlu nebo temnotě...